# Web Gallery of Art
Web Gallery of Art — виртуальный музей европейской скульптуры и живописи XII — середины XIX столетия. Галерея содержит более 17 тысяч репродукций, а также комментарии работ и биографии авторов. На сайте существует возможность проведения электронной экскурсии по галерее.

## Создатели

### Емиль Крен (Emil Krén)
Доктор физических наук, работает в настоящее время в KFKI Computer Systems Corporation в Будапеште.

### Даниель Маркс (Dániel Marx)
Научный сотрудник на кафедре информатики Будапештского Университета Технологий и Экономики.

## Факты
- Галерея занимает около 2 гигабайт серверного пространства.